# Anaxita drucei
Anaxita drucei är en fjärilsart som beskrevs av Juan Manuel Rodriguez 1893. Anaxita drucei ingår i släktet Anaxita och familjen björnspinnare. Inga underarter finns listade i Catalogue of Life.